# Barusia
Barusia es un género de arañas araneomorfas de la familia Leptonetidae. Se encuentra en los Balcanes en Croacia, Montenegro y Grecia. 

## Lista de especies
Según The World Spider Catalog 11.5:
- Barusia hofferi (Kratochvíl, 1935)
- Barusia insulana (Kratochvíl & Miller, 1939)
- Barusia korculana (Kratochvíl & Miller, 1939)
- Barusia laconica (Brignoli, 1974)
- Barusia maheni (Kratochvíl & Miller, 1939)